# أدريانيتا
أدريانيتا (بالإسبانية: Adriana Bianco)‏ هي صحفية وممثلة أرجنتينية، ولدت في 1941 ببوينس آيرس في الأرجنتين.

## وصلات خارجية
- أدريانيتا على موقع IMDb (الإنجليزية)